# Josef Fischer (Politiker, 1898)
Josef Fischer (* 7. März 1898 in Dinkelscherben; † nach 1963)  war ein deutscher Verwaltungsjurist, Landrat sowie Richter am Bayerischen Verwaltungsgerichtshof.

## Leben
Nach dem Abitur am Gymnasium St. Stephan in Augsburg absolvierte Josef Fischer ein Studium der Rechtswissenschaften an der Ludwig-Maximilians-Universität München, legte die erste juristische Staatsprüfung ab und leistete den Vorbereitungsdienst (Referendariat), der ihn zum Amts- und Landgericht München I, Bezirksamt Kelheim und zur Stadtverwaltung München führte. Das Große juristische Staatsexamen bestand er 1938 nach einer Wiederholungsprüfung. Er wurde Assessor bei der Regierung der Oberpfalz und zum 1. November 1931 Regierungsrat. Zum 1. Mai 1933 trat er in die NSDAP ein (Mitgliedsnummer 2.537.597). Seit 1932 im DRK aktiv, war er dort von 1938 bis 1944 Oberfeldführer. Vom 1. August 1938 bis zum 31. Juli 1939 war er stellvertretender Leiter der Verwaltung des Landkreises Riedenburg. Zum 1. August 1939 wurde Fischer Landrat in Grafenau und blieb dies bis zu seiner Amtsenthebung im April 1945. Er war vom 1. August 1942 an gleichzeitig mit der Wahrnehmung der Geschäfte des Landrats in Regen beauftragt. Mit der Entfernung aus dem Dienst wurde er bis zum 4. November 1945 in mehreren Lagern interniert. 
Im Entnazifizierungsverfahren wurde er am 8. März 1948 durch die Spruchkammer Grafenau als minderbelastet, durch die Berufungskammer am 8. Juni 1948 als Mitläufer eingestuft. Diese Entscheidung wurde am 24. November 1948 durch den Kassationshof bestätigt. Damit war für Josef Fischer der Weg für eine Beschäftigung im öffentlichen Dienst frei. Im August 1948 kam er zunächst als Angestellter zum Landestreuhänder für den ehemaligen Reichsnährstand. Im Jahr darauf wurde er juristischer Hilfsarbeiter bei Landratsamt Deggendorf. Er wechselte in die Landesverwaltung zur Regierung der Oberpfalz und bereits nach wenigen Monaten zum Verwaltungsgericht Regensburg, wo er zum 1. Dezember 1954 Verwaltungsgerichtsdirektor wurde. Am 1. August 1958 zum Oberverwaltungsgerichtsrat beim Bayerischen Verwaltungsgerichtshof ernannt, blieb er bis zu seiner Versetzung in den Ruhestand zum 1. April 1963 in diesem Amt. 